# Тюстин, Александр Васильевич
Алекса́ндр Васи́льевич Тю́стин (17 октября 1941, село Ломовка, Лунинский район, Пензенская область — 20 января 2021, Пенза) — советский и российский историк и краевед, журналист, писатель; главный специалист Пензенского государственного объединённого краеведческого музея. Заслуженный работник культуры Российской Федерации (2010).

## Биография
Окончил Ломовскую среднюю школу Лунинского района Пензенской области в 1959 году, историко-филологический факультет Пензенского государственного педагогического института имени В. Г. Белинского в 1972 году.
В 1961—1970 и с 1994 гг. на музейной, в 1971—1994 гг. на преподавательской работе в Пензе.
С 1994 года — учёный секретарь, с 1995 по 2003 гг. — заместитель директора по научной работе Пензенского государственного объединённого краеведческого музея. Главный специалист Пензенского государственного объединённого краеведческого музея.
Организатор музеев и автор экспозиций на предприятиях «Маяк революции», «Электроавтомат», «Пензтекстильмаш», в селе Ломовка Лунинского района, Маркине Сосновоборского района, Махалине Кузнецкого района Пензенской области; музея истории торговли в коммерческом лицее.
Член редакционной коллегии и редакционного совета, заведующий отделом торговли и финансов, заведующий редакцией иллюстраций и картографии «Пензенской энциклопедии». Участник подготовки к изданию двухтомной «Энциклопедии. Мордовия», других республиканских энциклопедических изданиях.
Председатель областного отделения Союза краеведов России, член редакционной коллегии регионального журнала «Краеведение», член общественного экспертного совета по территориальному развитию при администрации г. Пенза, член совета областного отделения Российского общества историков-архивистов.
В 2006 году назначен членом геральдической комиссии при Губернаторе Пензенской области, где выполнил большой объём работы по историческому обоснованию муниципальной символики области.
В 2007 году назначен членом областного оргкомитета по подготовке 350-летнего юбилея Пензы. Является заместителем председателя общественного совета Министерства культуры Пензенской области.

## Историк-краевед
Сфера научных интересов:
Биографистика — изучение деятельности отдельных лиц через призму времени. В этой сфере опубликованы в «Пензенской энциклопедии», в двухтомной энциклопедии «Мордовия», биографическом сборнике «История Мордовии в лицах», «Наровчатской энциклопедии» и др. свыше 230 статей о деятелях местного управления, истории, культуры, экономики, ратной истории, отдельным изданием вышел биобиблиографический справочник «След в науке» (П., 2005).
Некрополистика — положил в Пензенской области начало изучение и описание кладбищ и отдельных могил, публиковался в «Пензенской энциклопедии», многочисленных сборниках, в серии «Пензенский некрополь» издал ряд брошюр и одноимённую монографию.
Первым обратился к теме «История пензенского предпринимательства», опубликовав в научных журналах, сборниках ряд статей. В 2004 г. в Москве была издана монография «Во благо Отечества».
Памятниковедение вошло органической частью в краеведческую деятельность Тюстина в 1962 г., когда он возглавил сектор охраны памятников истории и культуры Пензенского областного краеведческого музея.

## Произведения и работы
Автор около 1000 статей и материалов, опубликованных в журналах и сборниках Пензы, Казани, Саранска, Ульяновска, Саратова, Петербурга, Москвы, в «Советской исторической энциклопедии», «Пензенской энциклопедии», «Энциклопедии Мордовии» и других региональных энциклопедиях, свыше 20 книг в том числе:
- Скульптурные памятники и мемориальные доски Пензенской области. Пенза, 1966;
- Дорогами отцов. Пенза, 1968;
- Пензенские губернаторы. Пенза, 2001;
- Пензенские воеводы. Пенза, 2001;
- Пензенское дворянство. Пенза, 2001;
- Губернский город Пенза на рубеже XIX—XX веков (соавтор). Пенза, 2001;
- Землю Керенскую прославившие. Пенза, 2002, 2007;
- Во благо Отечества: из истории предпринимательства Пензенской губернии. 2004;
- Предначертано хранить (в соавторстве с В. В. Кораблиной) Пенза, 2005;
- След в науке. Биобиблиографический справочник сотрудников Пензенского государственного краеведческого музея. 1905—2005. Пенза, 2005;
- Пензенская рапсодия. Пенза, 2006;
- Золотая летопись Пензенского края (соавтор). Минск, 2007;
- Пенза — моя вдохновительница (соавтор). Пенза, 2008;
- Выборы в калейдоскопе пензенской истории (редактор и соавтор). Пенза, 2008;
- Воинский некрополь Пензенского. Пенза, 2008;
- История Пензы. Причастны… Пенза, 2009;
- Музеи Пензенской области (автор текста, фото А. С. Назарова). Москва, 2009.
- Край мой Пензенский (соавтор текста, фото А. С. Назарова). Пенза, 2010;
- Пензенский край: страницы творческих биографий (в соавторстве с Инюшкиным Н. М.). Пенза, 2011;
- Пензенская нить Натальи Пушкиной. От Загряжских до Арапова'. Пенза, 2012[4];
- Отечественная война 1812 года и Пензенский край. Источники. Памятники. Проблемы. Материалы Областной научно-практической конференции, посвящённой 200-летию Отечественной войны 1812 г. (докладчик и автор). Пенза, 2012;
- Славу Пензы умножившие, в 3-х т. (в соавторстве с Шишкиным И. С.). Пенза, 2013[5];
- Пензенский некрополь XVII-нач. XX вв. Пенза, 2013;